# Midland Valley

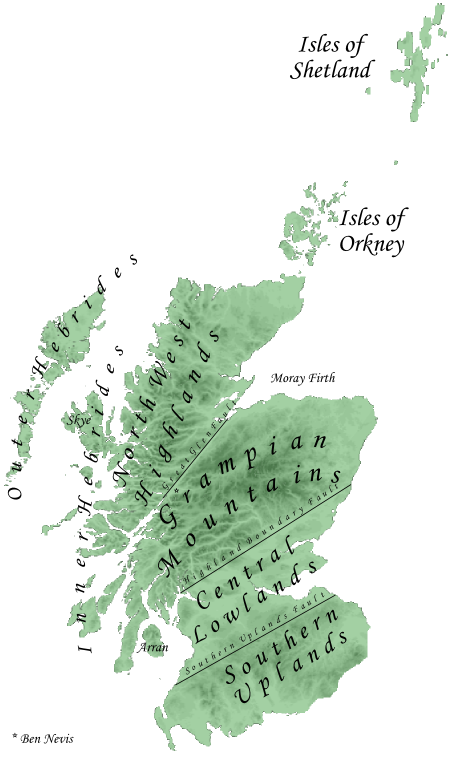
Die geographischen Haupteinheiten Schottlands

Das Midland Valley, auch Central Lowlands, ist ein geologisch definiertes, niedrig liegendes Gebiet im südlichen Schottland. Es besteht aus einem Grabenbruch zwischen zwei Verwerfungen, der Highland Boundary Fault im Norden und der Southern Uplands Fault im Süden. Das Midland Valley ist eine der drei geographischen Untereinheiten von Schottland. Die anderen sind die Highlands and Islands im Norden und Westen, und die Southern Uplands, die im Süden des Midland Valley liegen.

## Grenzstörungen
Die Highland Boundary Fault verläuft von Lochranza auf der Isle of Arran im Südwesten durch die Isle of Bute und Helensburgh, um dann die Nordgrenze von Strathmore zu bilden, bevor sie Stonehaven im Nordosten erreicht. Die Störung war während der Kaledonischen Orogenese aktiv, eine plattentektonischen Kollision, die sich vor 520 bis 400 Millionen Jahren in der Zeit zwischen dem mittleren Ordovizium bis zum Mitteldevon ereignete, und zur Schließung des Iapetus-Ozeans führte. Die Bewegungen an der Highland Boundary Fault führten zum Absinken des Midland Valley um bis zu 4000 Meter. Diese frühen Vertikalbewegungen wurden später von Horizontalverschiebungen abgelöst.
Die Southern Uplands Fault verläuft von Rhinns of Galloway im Westen nach Dunbar an der Ostküste, etwa 50 Kilometer von Edinburgh entfernt.

## Geologie und Geomorphologie

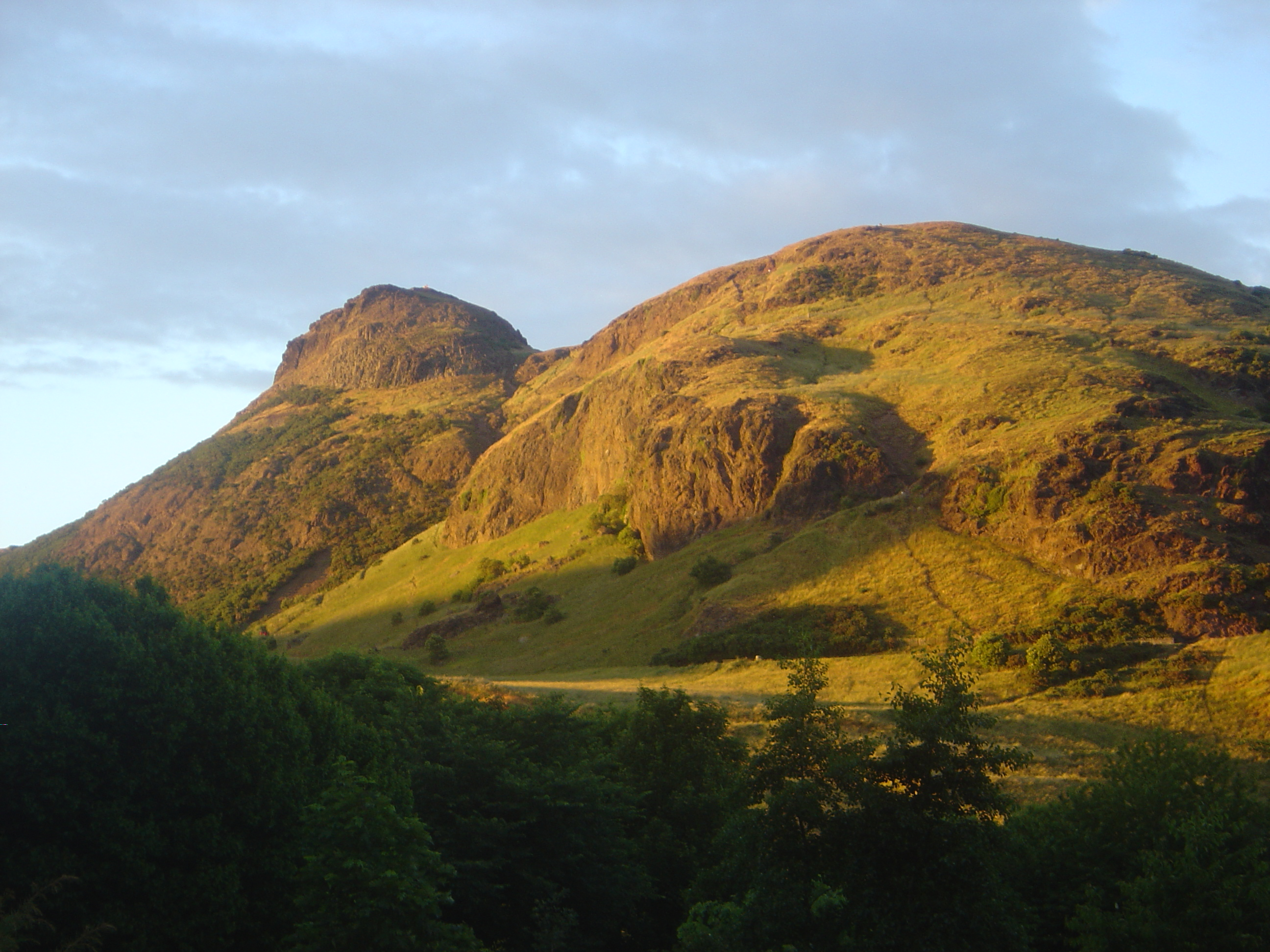
Arthur’s Seat in Edinburgh

Das Tal des Midland Valley wird vor allem von paläozoischen Gesteinen aufgebaut. Viele dieser Ablagerungen haben eine große wirtschaftliche Bedeutung, da hier die Kohle- und Eisenerzvorkommen liegen, die Schottlands industrielle Revolution vorantrieben. Das Gebiet war außerdem der Schauplatz eines intensiven Vulkanismus. So ist zum Beispiel Arthur’s Seat in Edinburgh der Überrest eines einstmals viel größeren Vulkans, der während des Karbons vor ungefähr 300 Millionen Jahren aktiv war.
Die Oberfläche der Talung ist verhältnismäßig flach, auch wenn Hügel wie die Ochil Hills und die Campsie Fells von fast überall sichtbar sind. Wie auch der Rest von Schottland wurde das Gebiet von der pleistozänen Vereisung betroffen, die einen großen Teil von England bedeckte.

## Humangeographie
Eine erfolgreiche Kombination von fruchtbarem Flachland mit bedeutenden Lagerstätten von Kohle und Eisen hat dazu geführt, dass das Midland Valley viel dichter bevölkert ist als der Rest von Schottland. Die großen Städte Glasgow, Edinburgh, Stirling und Dundee liegen alle hier, und mehr als die Hälfte der Einwohner Schottlands lebt im Midland Valley.